# 大奶酥
大奶酥（1977年2月11日—），又名陳小Bee，本名陳駿昂，是台灣男性網路名人，因為經常男扮女裝、並在公眾場合穿著暴露服裝而受到媒體關注，曾因此遭受警方關切。「大奶酥」這一名稱源於他在變裝時身穿的義乳。

## 經歷
大奶酥曾在中興保全任職，並在假日時進行變裝，由於工作帶給他的身體過大的負擔，後來便辭職並打算考公職。他認為：「人生真的很短暫，我只想在有限的時間裡完成我的夢想」。他表示自己在十歲時偷穿了媽媽的衣服，二十多歲時買了自己的高跟鞋。在進行變裝的幾年間，為了服裝花費了不下新台幣30萬元。大奶酥表示，自己的雙親對這樣的變裝行為十分反感，雖然曾對此進行討論，但是沒有產生共識。大奶酥表示自己的變裝行為是興趣，並不是想變性成女性，而自己愛慕的對象也是女性。
2013年，他在三十多歲時因為戀情告終、工作壓力加重，便興起了變裝拍攝沙龍照的念頭。在拍完照後，他開始會穿著女裝出門，在河堤或公園自拍。他在最初從事變裝的半年間住在家裡，後來在外租屋，並在外租用了個人倉庫擺放女裝。某次他在星巴克時遭到投訴，理由是「讓人不舒服」，有三名警察因此前來關切，社會的排斥態度讓他留下深刻印象，並因此讓他的服裝風格越加大膽，並嘗試穿著女裝在各種地方亮相，在將自己穿著露背裝、透視裝、比基尼泳裝的照片和影片上傳至Facebook後引發不少迴響，讚譽和批判的言論皆有，一些言論稱讚他勇敢而且美麗，而有些言論則譴責他過於裸露。他表示自己對負面的言論不以為意，認為對方是只敢在電腦前批評的酸民。
2017年4月，一段由大奶酥自拍的影片在網路上爆紅，影片中是穿著情趣內衣騎機車的大奶酥，此舉出自於他與友人的打賭。在同年10月，他在墾丁街上穿著比基尼泳裝，遭到警方關切並開單，他因此與警方爭論，質疑其執法有失公允。2018年1月，他身穿性感服飾在積雪約10公分的武嶺自拍，引發關注；數日後他表示，出於經濟因素，他將減少穿女裝的頻率。

## 服裝
大奶酥表示自己擁有上千件的女裝和上百雙的高跟鞋，在進行變裝時，他會先戴瞳孔放大片，接著化妝、搭配服飾、穿義乳、高跟鞋和飾品，其中光是化妝就要花費40分鐘。由於儲放服裝的倉庫每15分鐘會自動熄燈，因此過程中需要不時走到感應處揮手開燈。他的義乳都是從淘寶上購得，一共有四套，分別是D、G、H和5公斤重的L罩杯，由於H罩杯義乳的膚色和自己的膚色最相近，且重量僅有2800公克，因此他最常穿H罩杯。之所以選用較大的罩杯，是因為他認為既然要做就要做到底。他的身高是184公分，穿上高跟鞋後往往會超過200公分。

## 外部連結
- 大奶酥的Facebook專頁
- 大奶酥的Instagram帳戶